# Olen (Bélgica)
Olen es una localidad y municipio de la provincia de Amberes en Bélgica. Sus municipios vecinos son Geel, Herentals, Kasterlee y Westerlo. Tiene una superficie de 23,2 km² y una población en 2018 de 12.491 habitantes, siendo los habitantes en edad laboral el 65% de la población.

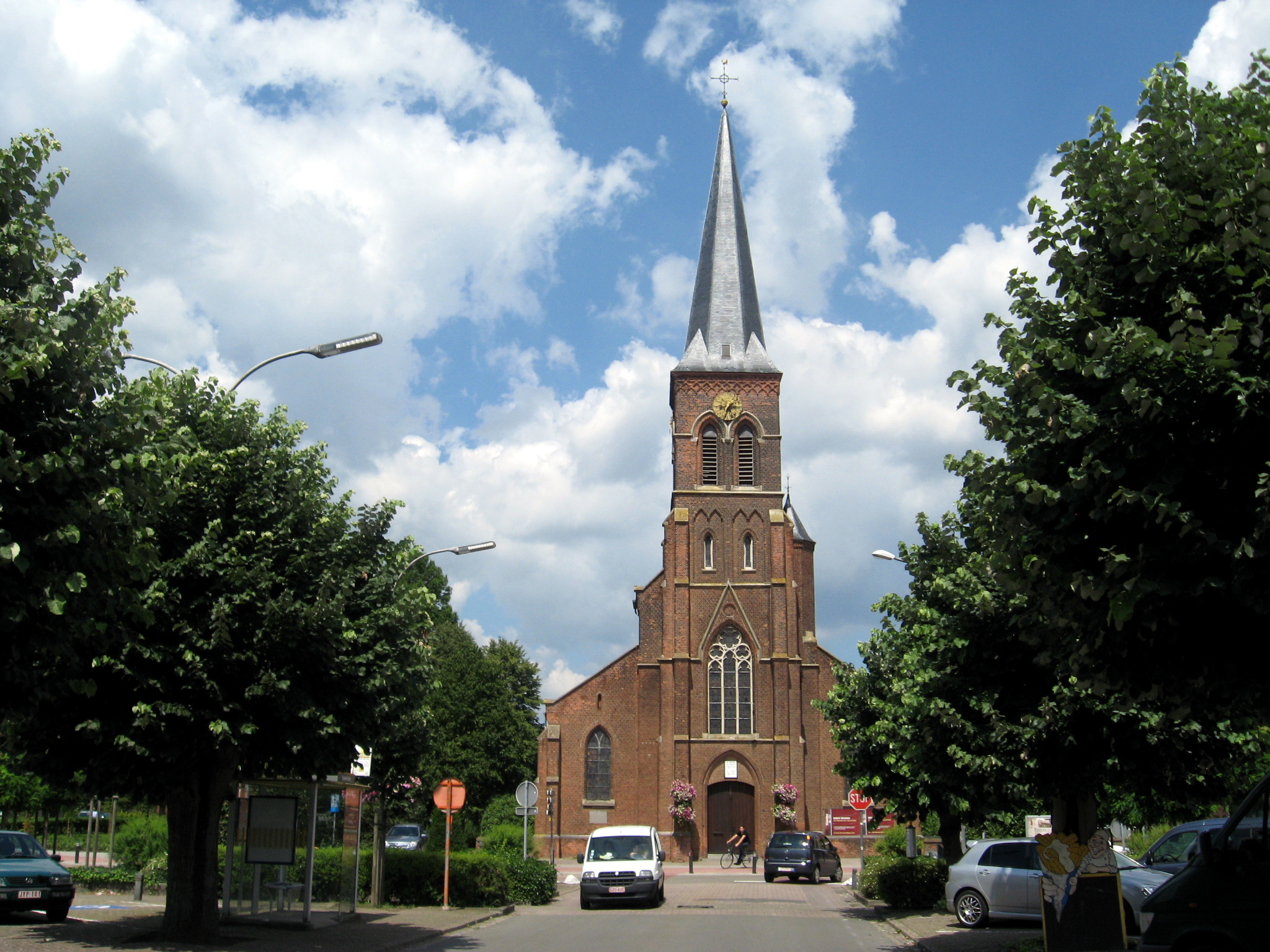
Iglesia de Boekel.

Olen es famoso por sus cuentos sobre Carlos V (Carlos I de España). Se dice que en el siglo VIII el emperador Carlos visitó Olen para tomar una cerveza, por eso, muchos monumentos son en relación con el emperador. Hoy en día, es posible tomar una cerveza en una jarra con tres asas, como según la leyenda se la sirvieron a Carlos V, para que la pudiera agarrar él por un asa mientras un local se la ofrecía sosteniéndola por las dos otras asas.

## Localidades
El municipio de Olen se compone de tres pueblos:
- Olen centro, al sur de la autopista E313 y del Canal Alberto.
- Boekel, entre el Canal Alberto y la estación de tren de Olen, también llamado Onze-Lieve-Vrouw-Olen.
- St.-Jozef-Olen, al norte del ferrocarril, también llamado Olen-Fabriek.

## Demografía

### Evolución
Todos los datos históricos relativos al actual municipio, el siguiente gráfico refleja su evolución demográfica, incluyendo municipios después de efectuada la fusión el 1 de enero de 1977.
| Gráfica de evolución demográfica de Olen entre 1846 y 2020 |
|                                                            |

## Lugares de interés
La plaza del pueblo es una de las más hermosas y memorables de la provincia, porque ha conservado la forma tradicional de la zona. En 1978, se inauguró la fuente del jerra.
Es habitual recorrer el pueblo en bicicleta o en coche de caballos, y hay un ambiente agradable con los ciudadanos volcados con el turismo.

## Industria
En las décadas de 1920 y 1930, la empresa Unión Minera del Alto Katanga, que operaba en la entonces colonia del Congo Belga, tenía prácticamente el monopolio del mercado mundial del uranio. El uranio extraído en el Congo era transportado principalmente a la refinería para el mineral de uranio que estaba situada en Olen. Unas 1200 toneladas de uranio almacenadas en la refinería Olen fueron capturadas por los alemanes durante la invasión y ocupación de Bélgica en 1940, y sólo fueron recuperadas al final de la Segunda Guerra Mundial.
En la actualidad Olen es sede de la "sección de energía" de la empresa Umicore, que manufactura aquí un rango de metales especializados para uso industrial.

## Ciudades hermanadas
- Białogard, en Polonia.

## Personas notables de Olen
- Walter van den Broeck, escritor.